# Tsugunaga Momoko
Tsugunaga Momoko (嗣永 桃子 Tsugunaga Momoko, Tự Vĩnh Đào Tử) là thành viên trong Hello! Project Kid và hoạt động đồng thời trong 2 nhóm nhạc nữ Berryz Koubou (2004 -) và Buono! (2007 -) (tự nhận là nhóm trưởng nhóm), đồng thời là cựu thành viên của nhóm ZYX, tất cả đều trực thuộc Hello! Project.

## Tiểu sử
Tsugunaga Momoko sinh ra trong một gia đình 4 người và có một em trai tại Chiba, Nhật Bản. Tham gia và vượt qua đợt tuyển chọn của Hello! Project năm 2002, Momoko chính thức gia nhập vào đội ngũ Hellp! Project Kid gồm 15 thành viên.
Là một mẫu người đặc biệt về giọng hát lẫn hành vi ứng xử, Tsugunaga Momoko nhận được khá nhiều sự chú ý của mọi người xung quanh. Mặc dù một số nhận xét về Momoko không tích cực vì lý do giọng hát chói tai kiểu người nghẹt mũi và lối cư xử như của đứa trẻ lên 3, Momoko vẫn được coi là thành viên ưu tú nhất của Hello! Project Kid cùng với Murakami Megumi (từng là thành viên trong C-ute và đã rời khỏi Hello! Project]]).
Trong thời gian đầu hoạt động cùng các thành viên Hello! Project Kid, Momoko được nhận vai chính cùng với Shimizu Saki trong bộ phim Koinu Dan no Monogatari: Câu chuyện về chú chó Dan của Hello! Project. Bộ phim phát hành vào tháng 6 năm 2002 và sau đó nhận được giải thưởng danh giá của Hội đồng Học viện Hàn Lâm Nhật Bản (Awards of the Japanese Academy).
Đầu năm 2003, Tsugunaga Momko được tham gia vào video ca nhạc Boogie Train '03 của Fujimoto Miki cùng với Sudou Maasa, Tokunaga Chinami và Umeda Erika. Vào tháng 8 trong năm, Tsugunaga Momoko được chọn làm thành viên của nhóm ZYX cùng với Yaguchi Mari – một thành viên trong Morning Musume và 4 thành viên Hello! Project Kid gồm Umeda Erika, Shimizu Saki, Yajima Maimi và Murakami Megumi. Nhóm này phát hành 2 single sau 4 tháng hoạt động.
Sau một thời gian hoạt động dứoi hình thức vũ công múa minh họa cho nhóm W, vào tháng 3 năm 2004, Berryz Koubou ra đời với sự tham gia của Tsugunaga Momoko cùng 7 thành viên khác trong Hello! Project Kid (bao gồm cả Shimizu Saki). Với giọng hát đặc biệt, Momoko được chọn làm một trong 3 giọng hát chính của nhóm cùng với Natsuyaki Miyabi và Sugaya Risako. Với khả năng vũ đạo chỉ sau Shimizu Saki và lượng fan hâm mộ chỉ sau Sugaya Risako, Momoko thường được ưu tiên đứng vị trí trung tâm trong các buổi biểu diễn của Berryz Koubou tại Nhật Bản.
Vào năm 2007, Tsugunaga Momoko được chọn làm một trong 3 thành viên của Buono! cùng với Natsuyaki Miyabi và Suzuki Airi (thành viên ưu tú nhất và là giọng hát chính của C-ute). Nhóm này được coi là tinh hoa của Hello! Project Kid và tới nay đã phát hành được 5 đĩa đơn cùng với 1 album. Là người lớn tuổi nhất nhóm, Momoko tự coi mình là trưởng nhóm, nhưng trong thời kỳ đầu, vị trí trung tâm thuộc về Natsuyaki Miyabi và giọng hát chính là Suzuki Airi. Chỉ tới 2 đĩa đơn gần đây nhất, Momoko mới được đứng giữa và hát chính trong nhóm.
Vào ngày 1 tháng 7 năm 2008, Tsugunaga Momoko được chọn làm người quảng bá và dẫn chương trình online Dogadoga 7 cùng với Ishikawa Rika (cựu thành viên của Moning Musume).
Trong những kỳ thể thao của Hello! Project, nhảy ngựa là nội dung thi đấu khá tốt của Momoko, khá kém ở những nội dung còn lại, Momoko chỉ là thành viên dự bị cho đội bóng đá Little Gatas và Gatas Brilhantes H.P. sau này. * Hello! Project Kids Audition song: Koi wo Shichaimashita! (Tanpopo)
Ngược lại với giọng hát cao nhất, Tsugunaga Momko là thành viên có chiều cao thấp nhất trong Berryz Koubou. (Trước đó là Shimizu Saki, cho tới năm 2007 Saki lớn thêm và cao hơn 2 cm so với Momoko)

## Thông tin phụ
- Tsugunaga Momko không thích những chú hề trong lễ hội, và thường sợ hãi khi nhìn thấy họ.
- Có thói quen chìa ngón tay út, vấn đề này được khá nhiều thành viên trong Hello! Project nhắc tới và cho tới giờ thói quen này vẫn chưa được bỏ.

### Tự Bạch
- Sở thích: chơi game và nghe nhạc
- Nghệ sĩ ưa thích: Sakurazuka Yakkun.
- Điểm mạnh: làm việc đến cùng.
- Điểm yếu: sợ thất bại.
- Động vật ưa thích: khỉ.
- Điểm hấp dẫn: lông mi.
- Màu ưa thích: hồng, trắng.
- Hoa ưa thích: tulip.
- Món ăn ưa thích: cua, nhím biển.
- Bộ phim ưa thích: Nana.

## Danh sách đĩa nhạc

### ZYX
| # | Tựa đề                                | Ngày phát hành |
| - | ------------------------------------- | -------------- |
| 1 | Iku ZYX! FLY HIGH (行くZYX! FLY HIGH) | 2003.08.06     |
| 2 | Shiroi TOKYO (白いTOKYO)              | 2003.12.10     |

### Berryz Koubou

#### Đĩa đơn
| #  | Tựa đề                                                                 | Ngày phát hành |
| -- | ---------------------------------------------------------------------- | -------------- |
| 1  | Anata Nashi de wa Ikite Yukenai (あなたなしでは生きてゆけない)         | 2004.03.03     |
| 2  | Fighting Pose wa Date ja nai! (ファイティングポーズはダテじゃない!)    | 2004.04.28     |
| 3  | Piriri to Yukou! (ピリリと行こう!)                                     | 2004.05.26     |
| 4  | Happiness ~Koufuku Kangei!~ (ハピネス～幸福歓迎!～)                    | 2004.08.25     |
| 5  | Koi no Jubaku (恋の呪縛)                                               | 2004.11.10     |
| 6  | Special Generation (スッペシャルェネレ～ション)                        | 2005.03.30     |
| 7  | Nanchuu Koi wo Yatteruu YOU KNOW? (なんちゅう恋をやってるぅ YOU KNOW?) | 2005.06.08     |
| 8  | 21ji Made no Cinderella (21時までのシンデレラ)                         | 2005.08.03     |
| 9  | Gag 100 Kaibun Aishite Kudasai (ギャグ100回分愛してください)           | 2005.11.23     |
| 10 | Jiriri Kiteru (ジリリ キテル)                                          | 2006.03.29     |
| 11 | Waracchaou yo Boyfriend (笑っちゃおうよ BOYFRIEND)                     | 2006.08.02     |
| 12 | Munasawagi Scarlet (胸騒ぎスカーレット)                                | 2006.12.06     |
| 13 | Very Beauty                                                            | 2007.03.07     |
| 14 | Kokuhaku no Funsui Hiroba (告白の噴水広場)                             | 2007.06.27     |
| 15 | Tsukiatteru no ni Kataomoi (付き合ってるのに片思い)                    | 2007.11.28     |
| 16 | Dschinghis Khan (ジンギスカン)                                         | 2008.03.12     |
| 17 | Yuke Yuke Monkey Dance (行け 行け モンキーダンス)                      | 2008.07.09     |
| 18 | MADAYADE                                                               | 2008.11.05     |

#### Albums
| #   | Tựa đề                                                                          | Ngày phát hành |
| --- | ------------------------------------------------------------------------------- | -------------- |
| 1   | 1st Cho Berryz (超ベリーズ)                                                     | 2004.07.07     |
| 2   | Dai ② Seichouki (第②成長記)                                                     | 2005.11.16     |
| 2.5 | Special! Best Mini ~2.5 Maime no Kare~ (スッペシャル!ベストミニ～2.5枚目の彼～) | 2005.12.07     |
| 3   | ③ Natsu Natsu Mini Berryz (③夏夏ミニベリーズ)                                   | 2006.07.05     |
| 4   | 4th Ai no Nanchara Shisuu (4th 愛のなんちゃら指数)                              | 2007.08.01     |
| 5   | 5 (FIVE)                                                                        | 2008.09.10     |

### Buono!

#### Đĩa đơn
| # | Tựa đề                                | Ngày phát hành |
| - | ------------------------------------- | -------------- |
| 1 | Honto no Jibun (ホントのじぶん)       | 2007.10.31     |
| 2 | Renai Rider (恋愛♥ライダー)           | 2008.02.06     |
| 3 | Kiss! Kiss! Kiss!                     | 2008.05.14     |
| 4 | Gachinko de Ikou! (ガチンコでいこう!) | 2008.08.20     |
| 5 | Rottara Rottara (ロッタラ ロッタラ)   | 2008.11.12     |

#### Album
| # | Tựa đề      | Ngày phát hành |
| - | ----------- | -------------- |
| 1 | Cafe Buono! | 2008.02.20     |

## Sách hình
- [2007-06-19] - Momo[1]
- [2008-03-19] - Momoiro (momo16 -ももいろ-, Momo16 Peach-colored)
- [2008-11-21] – Momo no Mi

## Đóng phim
- [2002] Koinu Dan no Monogatari (仔犬ダンの物語)
- [2004] Promise Land ~Clovers no Daibouken~ (Promise Land ～クローバーズの大冒険～)

## Internet
[2008.07.01–] Dogadoga 7 (ドガドガ7)